# 岩井茜
岩井 茜（いわい あかね、1981年8月20日 - ）は、競技麻雀のツアー選手である。熊本県人吉市出身。熊本大学理学部環境理学科卒。麻将連合所属、かつては日本プロ麻雀連盟に所属していた（当時、同団体内での段位は三段）。

## 人物
- 2006年に熊本から上京し、日本プロ麻雀連盟22期生としてプロデビュー。なお、熊本大学の同級生には最高位戦の石井あやがいる。
- 第2期女流桜花・女流Bリーグ4位、第3期から女流Aリーグに昇格。
- 第4期女流桜花ではギリギリの成績で降格が決まるものの、人数の都合により残留を決める。
- 第8回野口恭一郎賞・棋士部門で最終審査に進出したが惜しくも第2位。
- 第6期、第8期プロクィーンで決勝進出（第6期4位、第8期3位）。
- 2009年の第7回女流モンド21杯にテレビ対局初出場。予選では圧倒的な強さで1位通過するも、決勝では展開にも恵まれず4位に終わる。
- 雀風は守備型であり、先制して一気に逃げ切るのが持ち味。また、連盟のプロとしては少数派のデジタル派でもあった（なお、連盟の主なデジタル派プロとしては、第27期十段位の堀内正人・第6期女流桜花の魚谷侑未など）。
- 2012年にプロ連盟を脱退、麻将連合にツアー選手として加入。
- 2012年第2期将妃[2]。
- 2015年第9期将星[2]。

## 出演
- モンド21麻雀プロリーグ（MONDO TV）